# Bandai Super Vision 8000
Bandai Super Vision 8000 es una consola de videojuegos lanzada por Bandai en 1979 perteneciente a la segunda generación. La consola se puede conectar directamente a un televisor.
Esta consola era el último del Bandai serie de consola de Jack de televisión pero era completamente diferente de las otras consolas de la serie. El Super Visión 8000 tuvo un central CPU. Las otras consolas pertenecieron a la primera generación: no presentaron un microprocesador, y estuvo basado en hecho de encargo codeless state machine computers que constan de circuitos de lógica discreta que comprenden cada elemento del juego él (Pong-consola de estilo).

## Especificaciones técnicas
- CPU  8-bit NEC D780C  ( clon del Z80), 3.58 MHz
- 256l x 192  pixeles con 16 colores
- audio chip General Instrument AY-3-8910. Sonido de tres canales, con un generador de ruido
- precio de venta en Japón: 59,800 yenes

## Juegos
Los siete juegos lanzados para la consola han sido desarrollados por Bandai Electronics y vendidos desde 1979
- Missile Vader
- Space Fire
- Othello
- Gun Professional
- PacPacBird
- Submarine
- Beam Galaxian